# Киктенко, Вячеслав Вячеславович
Вячеслав Вячеславович Киктенко (1 мая 1952, Алма-Ата — 2 августа 2023, Москва) — советский, русский писатель, переводчик, литературовед.

## Биография
В 1969 году окончил среднюю школу № 40 в Алма-Ате. Учился два года на филфаке КазГУ, работал на производстве — сварщиком, экскаваторщиком, монтировщиком сцены, проводником. В 1975 году поступил в Литературный институт имени Горького в Москве, семинар Льва Ошанина. Окончил в 1980 году, диплом с отличием.
В 1980—1985 годах — редактор детско-юношеского издательства «Жалын» (Алма-Ата, Казахстан). В 1985—1997 годах — сотрудник литературного журнала «Простор», заведующий отделом публикаций, главный редактор журнала.
В 1997—1998 годах — секретарь Союза писателей Казахстана, главный редактор журнала «Деловой мир Казахстана». С 27 декабря 1984 года член Союза писателей СССР. После распада Советского Союза член разных союзов писателей. В 1998 году переехал на постоянное жительство в Москву, член Союза писателей России.
Автор нескольких книг стихотворений, прозы и множества публикаций в периодике. Занимался художественным переводом, преимущественно с казахского языка. Автор статей литературной и социальной направленности, эссе и очерков о русской поэзии XVIII—XX вв.
С 2004 года являлся руководителем литературно-поэтической студии филиала Угреша Международного Университета природы, общества и человека «Дубна».
Произведения публиковались в журналах: «Простор», «Дружба народов», «Москва», «Юность», «Наш современник», «Литературная учёба», «Московский вестник», «Бельские просторы», в газетах: «Алфавит», «Завтра», «Литературной газете», «Парламентской газете» и т. д.
2 августа 2023 года найдем мёртвым в собственной квартире в Москве.
Похоронен на Фенинском кладбище Балашихинского района Московской области

## О творчестве
Из особенностей творчества следует отметить музыкальную лиричность стихотворений, тянущуюся из детства в форме волшебных детских считалок, заговоров, заклинаний (это так называемые «дегенерировавшие заклинания», когда-то, в глубокой древности бывшие заклинаниями взрослых, а потом «отошедшие» в область детства. Как например: «Вышел месяц из тумана…», «На Золотом крыльце сидели…» и т. д.). На их подоснове созданы многие стихотворения, составившие целую книгу под названием «Волшебные стихи» (возможно, по аналогии с «Волшебными сказками»). Можно отметить лиро-эпическую основу многих стихов.

### Избранные сочинения
- Киктенко В. Росла трава. — Алма-Ата: Жазуши, 1980.
- Киктенко В. Город. — Алма-Ата: Жазуши, 1982.
- Киктенко В. Заповедник. — Алма-Ата: Жалын, 1985.
- Киктенко В. Свет корней. — М.: Советский писатель, 1986.
- Киктенко В. Альбом для стихов. — Алма-Ата: Гылым, 1990.
- Киктенко В. Прикол-Звезда. — М.: Молодая гвардия, 1990.
- Киктенко В. Предместье. — Алмааты: Жазуши, 1996. — ISBN 5-605-00687-8
- Киктенко В. Непечатный лист. — М.: Изд. Московской писательской организации, 2002.
- Киктенко В. Заповедник (книга избранных стихотворений в рамках Федеральной программы книгоиздания «Культура России»). — М.: Российский писатель. — ISBN 978-5-902262-69-5
- Киктенко В. Лысенковщина в поэзии // Завтра : еженед. газ. — 2007. — № 3 (127). Архивировано 15 сентября 2009 года.
- Киктенко В. Из книги «БЫ» : Стихи // Дружба народов. — 2007. — № 2.